# 全日本リズムなわとび協会
全日本リズムなわとび協会（ぜんにほんリズムなわとびきょうかい、ALL JAPAN ROPE SKIPPING、AJRS）は日本でのリズムなわとびを普及する事を目的とした団体である。日本レクリエーション協会と一緒に子供の成長を目的として全国スポーツ・レクリエーション祭、指導者講習会も積極的に行っている。

## 沿革
- 1985年 - 設立

## イベント・大会
- 全日本ロープスキッピング記録会
- AJRSリズムなわとび講習会
- AJRSインストラクター養成講座
- リズムなわとび全国大会

## 加盟団体
- 狭山ロープスキッピングクラブ
- 春日部リズムクラブ
- 山武リズムなわとびの会
- 日本ロープスキッピング連盟